# تروبريدج
{{Cal cooإنجلترا

تروبردج (بالإنجليزية: Trowbridge)‏ مدينة في مقاطعة ويلتشير بإنجلترا يمر بها نهر بس (بالإنجليزية: River Biss)‏ وتبعد عن مدينة باث حوالي 21 ميلا (19 كم). يحيط بالمدينة مدن وقرى هامة سياحيا واقتصاديا وثقافيا مثل برادفورد اون افون, وويسبري ومالكشم وديفايسيس وهيلبرتون وساوث ويك وسيمينغتون.
اسم المدينة غير مؤكد معناه ولكن بعض المصادر تشير إلى أن الاسم عائد إلى أول جسر بني على نهر بس باسم جسر الشجرة Trowle bridge 
في حين ان مصدرا آخر يدل على اسم المدينة بمعنى الجسر فقط. اشتهرت تروبريدج بالسكة الحديدية التي لعبت دورا كبيرا في تطوير المدينة لأنها سمحت لشركة سومرست بنقل الفحم الحجري
في عصر النهضة الأوروبية.

## التاريخ
وجدت دلائل كثيرة على شهرة المدينة تعود إلى أكثر من 3000 سنة وقد وجدت احصائية تعود لفترة القرن العاشر قبل الميلاد.ق.م _ مع سجل يذكر على وجود 100 من السكان ز في عام 1139 تم بناء قلعتي كانت موبلييه وقلعة بيلي. وفي القرن الثالث عشر 13 كان أول ضحاية الثورة الصناعية كما هو معروف في انكلترة هو توماس هيلكير Thomas Hellikerلدوره المزعوم في تدمير الات أحد مصانع الصوف في منطقة ولتشر وقصته انتشرت لان البعض قال انه ظلم ورفض البوح عن الجاني الحقيقي وعن زملائه الذين حطموا المعمل لانهم كانو في حالة سكر، وبعد موته حمله اصدقائه دارو به في كل أنحاء منطقة ولتشر وأصبحت مناسبة موته احتفالا سنويا وكرنفالا يقام لتخليد ذكراه

## السكان
عدد السكان (إحصاء 2005)3200نسمة80% من السكان إنكليز والباقي أيرلنديين واسكوتلانديين وهناك أكبر جالية مغربية في بريطانيا خارج لندن ويأتي بعدهم البولونيين وثم الالمان

## الضواحي
تتقسم المدينة إلى ضواحي وهي:
Longfield, لونغ فيلد Studley Green ستولدلي غرين, Lower Studley لوير ستودلي، Trowle Common ترويل كومن, Newtown نيت ون, Paxcroft Mead باكس كروفت ميد.

## البناء
هي كباقي البلدات والمدن الإنكليزية من حيث فن العمارة النكلوسوكسوني ولكن قسمها القديم يختلف عن باقي اجزاء المدينة الحديث بالبناء الحجري الأبيض والضخم المشابه للبناء الروماني الذي اشتهرت به المدينة مع قدوم الرومان إليها والذين من أهم اثارهم الحمام الروماني الشهير والذي لا يزال يستخدم إلى الآن ويستقبل آلاف السواح والزائرين. وأيضا يو جد في المدينة خندق بني ليحميها من الغزاة بالايضافة إلى وجود قلعتين هما كانت موبلييه وقلعة بيلي.

## المرافق العامة
تحضى مدينة تروبرج بالعديد من المرافق العامة منها مبنى البلدية والمكتبة والمشفى المركزي ومركز لاطفاء الحرائق ومحكمة تروبردج بالايضافة إلى سوق المدينة والسوبرماركات العالمية مثل تيسكو وسانسبري وازدا وهناك أيضا عدد من الشركات العالمية الحدائق العامة التي تتوزع بين اقسام المدينة الست بالايضافة إلى مسرح ودور للسينما ومعهد تروبرج،

## الاخبار والترفيه
هناك راديو ويلتشير الذي يبث الأخبار لمنطقة ولتشر التي تتبع اليعا مدينة تروبردج, وأيضا قناة بي بي سي ويست الفضائية التي تهتم بالمنطقة الغربية لبريطانيا بالايضافة لمحطات الراديو الخاصة، وجريدة تروبردج وصحيفة ويلتشير تايمس Wiltshire Times الأكثر شعبية.
يقام في المدينة عدد من الكرنفالات والاحتفالات منها كرنفال الربيع ومهرجان الغرب الذي يقام دوريا على مدة شهرين ويشمل منطقة ويلتشير ويقام لمدة يوم واحد في كل بلدة وقرية أو مدينة في ويلتشير.

## توأمة
لتروبريدج اتفاقيات توأمة مع كل من:
- البلنغ
- لير
- شارنتون لو بونت

## أشهر الشخصيات
- جانيت أندرسون Janet Anderson، عضوة البرلمان.
- سليمان أندروزSolomon Andrews، مقاول واحد منظمي المدينة.
- كريستوفر بنيامين Christopher Benjaminممثل شهير.
- آلان بولوك Alan Bullock مؤرخ ومؤلف كتاب «هتلر : دراسة في الطغيان»,.
- همفري بيرتون Humphrey Burtonالاذاعة وكاتب سيرة.
- كيري ديفيز Keri Davies، منتج برامج إذاعية، وكاتب مسرحي، وبطل رماية.
- جورج هادن George Haden، مخترع أنظمة التدفئة والتهوية.
- لويس هالدن لاعب كرة قدم Lewis Haldane.
- ترفير هيكس Trevor Heeks بطل العالم لبطولة منادي المدينة.
- توماس هيليكر Thomas Hellikerشهيد نقابة العمال في بريطانية.
- جيما هانتGemma Hunt تلفزيونية
- جوان م هوسيJoan M. Hussey، مؤرخ.
- ستيفن لي Stephen Lee لاعب السنوكر الشهير.
- وليام مان William Mannبطل لاعب الكريتيت حامل لقب بطولة رسيستيرشاير، (Worcestershire).
- بلجيكا موني Bel Mooney،صحافي ومذيع.
- كريستوفر نيوبري Christopher Newbury، عضو الكونغرس من مجلس أوروبا.
- جيمي بيتمان Jamie Pitman، لاعب كرة قدم.
- وليام ردفيرن William Redfern جراح وطبيب وعالم.
- ألن سنو Alan Snowمصور وكاتب رواية هنا يكون الوحوش.
- ديفيد ستراتون David Strattonالناقد السينمائي الأسترالي.

## معرض صور

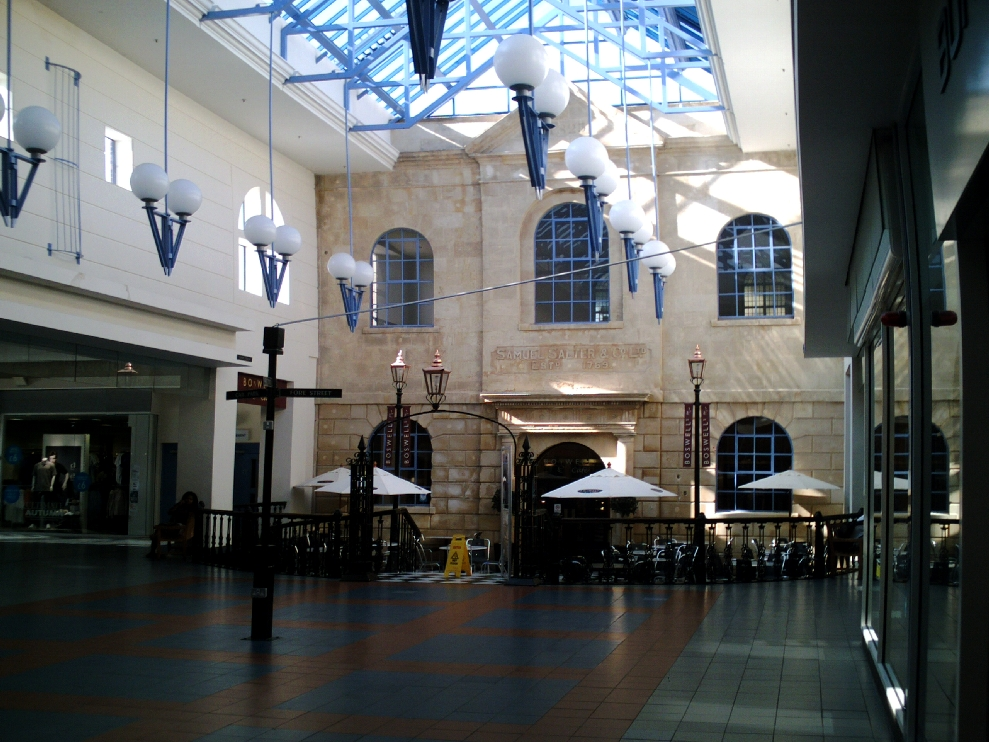
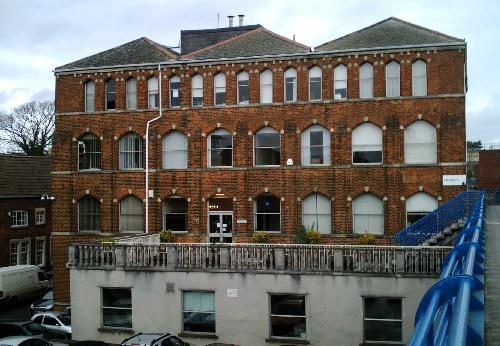
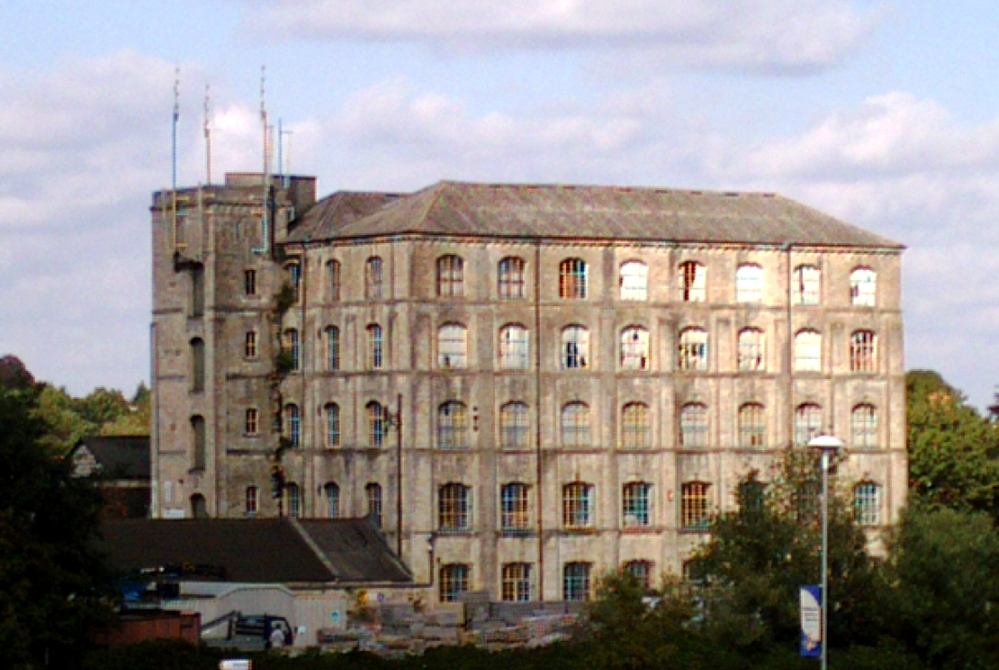
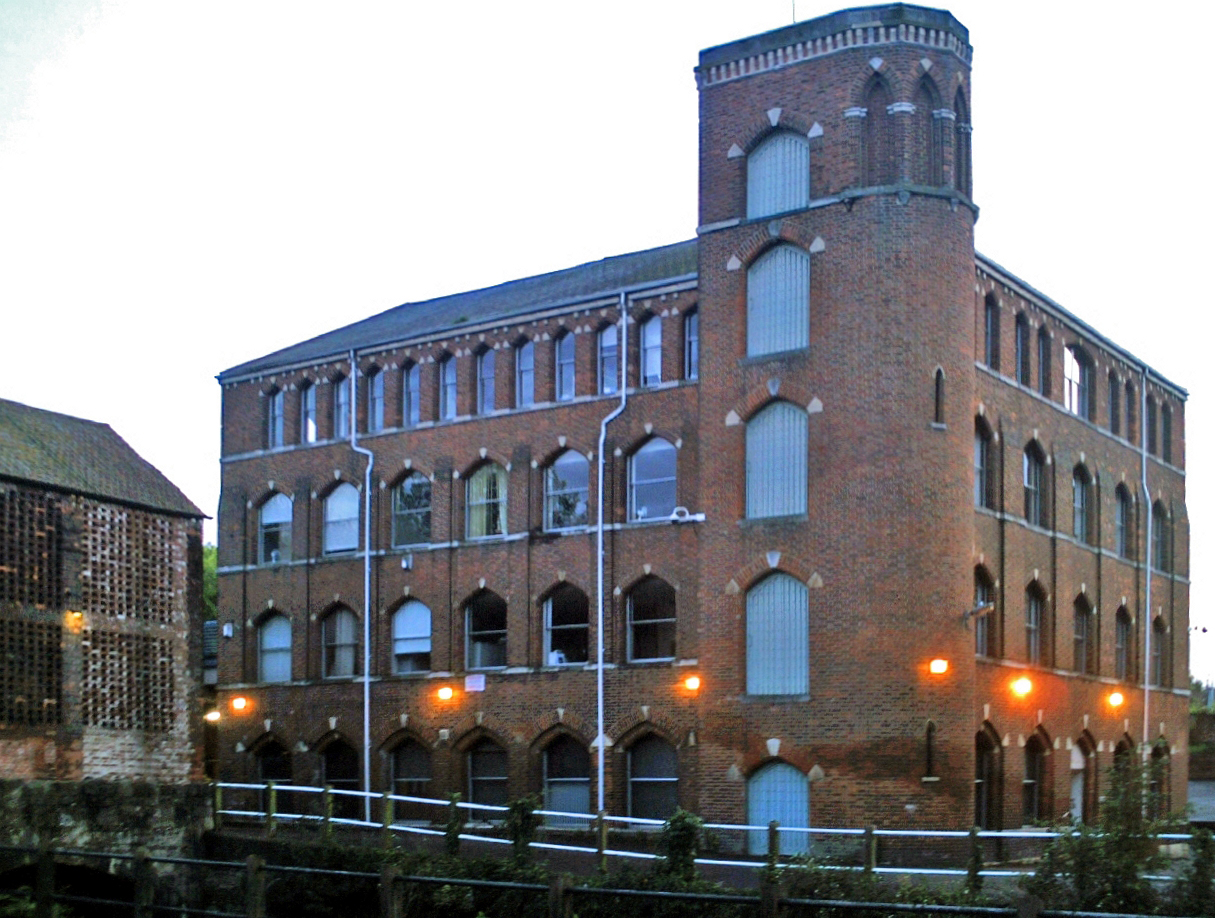
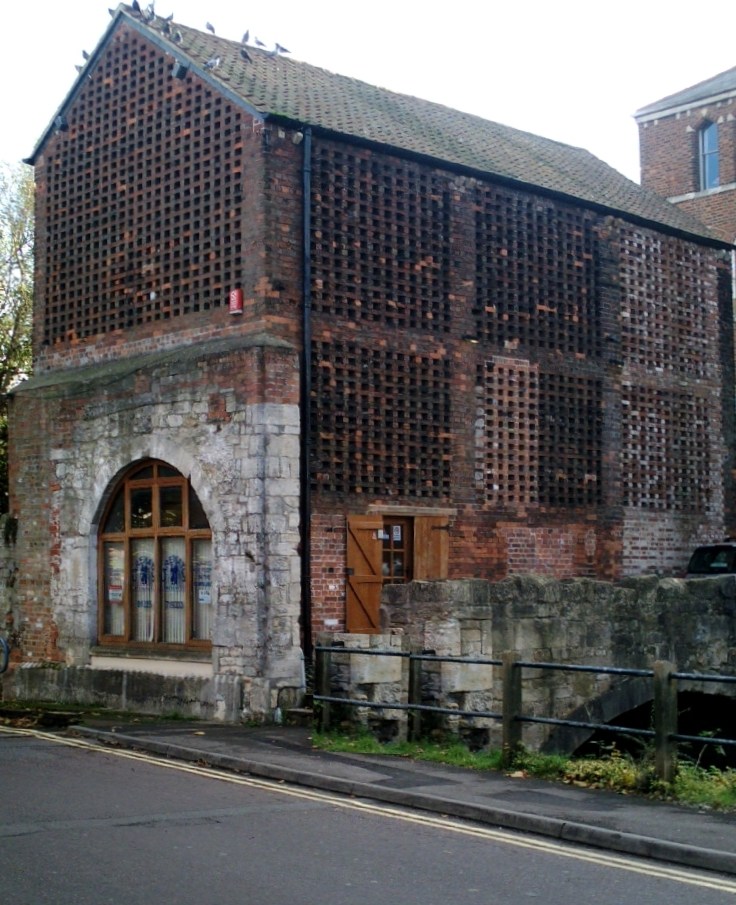

## أعلام
- مايكل ويذرز
- ألان بولوك
- ماركوس فيليبس
- جوردن تورنبول
- نيك بلاكويل